# ダイヤモンドボール・トーナメント
FIBAダイヤモンドボール・トーナメント（FIBA Diamond Ball Tournament）は、国際バスケットボール連盟（FIBA）が主催するバスケットボールの国際大会である。

## 歴史・概略
2000年に第1回大会が開催され、以降4年に一度オリンピック開催前に行われている。
出場国は各大陸選手権優勝国を始めとする強豪国と開催国で、五輪の前哨戦として行われる。女子は五輪開催国にてプレ大会として開催。

## 開催記録

### 男子
| 年   | 開催地       | 優勝                   | 準優勝         | 3位          | 4位    | 5位            | 6位      |
| ---- | ------------ | ---------------------- | -------------- | ------------ | ------ | -------------- | -------- |
| 2000 | 香港         | オーストラリア         | ユーゴスラビア | イタリア     | カナダ | 中国           | アンゴラ |
| 2004 | ベオグラード | セルビア・モンテネグロ | リトアニア     | アルゼンチン | 中国   | オーストラリア | アンゴラ |
| 2008 | 南京         | アルゼンチン           | オーストラリア | 中国         | イラン | セルビア       | アンゴラ |

### 女子
| 年   | 開催地       | 優勝           | 準優勝         | 3位        | 4位      | 5位    | 6位          |
| ---- | ------------ | -------------- | -------------- | ---------- | -------- | ------ | ------------ |
| 2000 | シドニー     | オーストラリア | ロシア         | スロバキア | カナダ   |        |              |
| 2004 | イラクリオン | オーストラリア | 中国           | ブラジル   | ギリシャ | 韓国   | ナイジェリア |
| 2008 | 海寧         | アメリカ合衆国 | オーストラリア | 中国       | ラトビア | ロシア | マリ         |

## その他
- 2008年女子大会は日本も招待されていたが、日本協会の混乱が続いていたことなどから辞退している。